# Muntsluis (Amsterdam)
De Muntsluis (brug nr. 1) is een vaste brug in Amsterdam-Centrum. Alhoewel de brug nummer 1 draagt, is het niet de eerste brug van Amsterdam. De naam sluis is hier gebruikt in de betekenis van "stenen brug", niet als waterkering. 
De brug is gelegen over de plaats waar het Singel uitmondt in de Amstel. De brug vormt de verbinding tussen de oostkade van het Singel, de Kalverstraat, het Rokin, westkade van de Amstel, de Reguliersbreestraat en Vijzelstraat. De verkeerskruising draagt de naam Muntplein. Ten noorden van de brug staat de Munt, de naamgever van brug en plein. Op de brug staat sinds 1972 het beeld Vrouwe Fortuna van Hildo Krop, Dit beeld is een korte tijd weg geweest (na diefstal), maar gelukkig terug gevonden..

## Geschiedenis

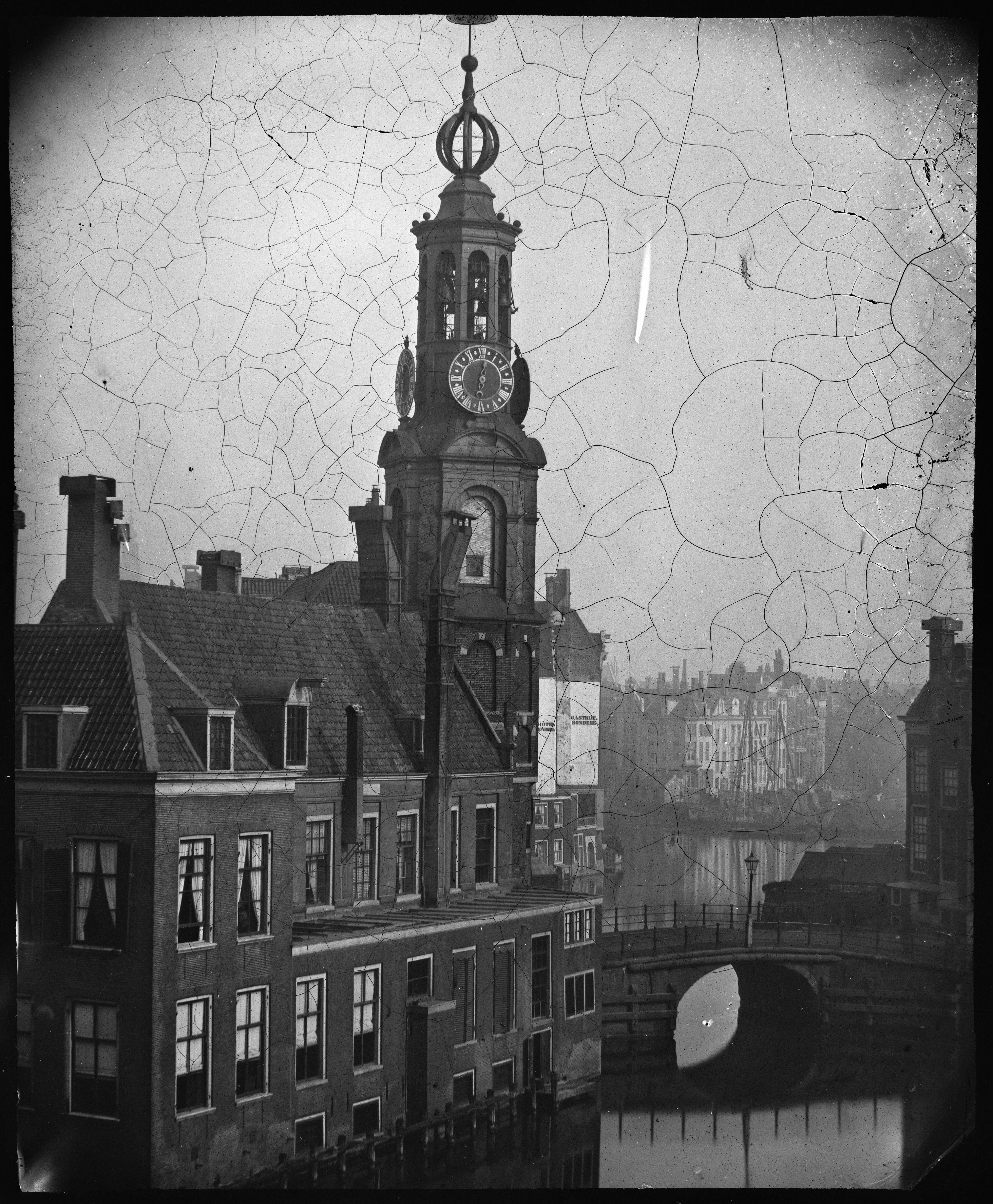
De oude Muntsluis, gefotografeerd door Jacob Olie voor de sloop van de Engelse Huizen

Er ligt hier al eeuwen een brug. Al op de eerste stadsplattegrond van Cornelis Anthonisz. is hier een brug te zien, al ligt die meer in het verlengde van de Kalverstraat dan de huidige. De brug leidt dan vanuit stadspoort De Regulierspoort hier naar landerijen en begraafplaatsen. Op de kaart van Pieter Bast uit 1599 vormt een enkele ophaalbrug de verbinding over het Singel. Joan Blaeu noemde het in 1649 Oude Reguliers Poort. Tussen het noordelijk landhoofd van de brug en het Rokin staat dan nog bebouwing, de zogenaamde vijf Engelse Huizen van John Jorden, ooit neergezet op de fundering van de oude stadswal.

### Moderne geschiedenis
De moderne geschiedenis van de brug begint met de afbraak van die vijf gebouwen, sindsdien kent de brug en het plein geen rust. De Engelse Huizen werden in de jaren zestig en zeventig van de 19e eeuw door de gemeente aan- en opgekocht en in gedeelten gesloopt. Tegelijkertijd werden de kades van Rokin en Amstel verbreed, zodat ook de brug verbreed kon worden in 1865 en 1877. Ze schoof daarbij ook meer op richting Rokin/Amstel. In 1903 vond er nog een versteviging plaats, maar al in 1913/1914 werd aan de Dienst der Publieke Werken gevraagd om een ontwerp te maken voor een nieuwe versterking en verbreding. 
De architect die destijds verantwoordelijk was voor de bruggen van Jo van der Mey. Zijn ontwerp werd op 30 april 1914 goedgekeurd door de "Commissie van advies inzake de bebouwing van gemeentebouwterreinen". In januari 1916 werd de (bijna geheel vernieuwde) brug geopend. 
De brug vertoonde primitieve kenmerken van de Amsterdamse School. Van der Mey ontwierp ook een brughuisje/kiosk die aan de noordwest kant van de brug verrees. Ook deze Muntbrug hield het niet lang vol. De Vijzelstraat werd door de gemeente Amsterdam aangewezen als uitvalsweg uit de binnenstad en dat zou resulteren in nog meer verkeer. In de jaren tien en twintig van de 20e eeuw werd de noordelijke gevelwand van die straat gesloopt, Herbouw vond vervolgens ver achter de oude rooilijn plaats. In 1938 en 1939 werd de brug verbreed naar een ontwerp van Van der Mey’s collega en opvolger (het bureau van) Piet Kramer. Het kwam qua uiterlijk eigenlijk neer op een geheel nieuwe brug. 
De Brugleuningen verdwenen en ook de kiosk (die toch al enigszins weggemoffeld was) verdween helemaal. Ook kwam er een nieuwe toegang tot het elektriciteitshuisje onder de brug.  Er kwamen aan de noordzijde zitjes. Als decoratie koos men voor bewerkt natuursteen en motieven in het baksteen. In 1949 werd op de brug een huisje voor de verkeerspolitie toegevoegd. Dat huisje  verdween in 1992 van de brug en werd toen op een andere plaats neergezet.
Ook daarna volgen er nog aanpassingen In 1984 en 1985 vond er groot onderhoud plaats aan de brug. 
Zwaar verkeer en trams hadden hun tol geëist. Het middendeel werd vervangen (hetgeen tot verkeerschaos leidde). 
Op 10 oktober 1996 werd door een kapitein van een rondvaartboot een groot gat onder de brug ontdekt dat was ontstaan doordat men bij het boren bij werkzaamheden aan de tramsporen te diep was gegaan. Twee weken was er geen tramverkeer toegestaan op de brug en werd de schade gerepareerd. 
In de jaren tien van de 21e eeuw bleek dat bij een herinrichting van het Muntplein geen aanpassingen aan de brug hoefden plaats te vinden. De delen die niet in 1985 vervangen waren, bleken (na onderzoek) nog voldoende sterk. Wel is gekozen voor het  terugdringen van het autoverkeer. De voetgangers kregen meer ruimte. 

## Trams
Tot 1985 was op de brug in het midden een halte eiland met vier sporen waarvan twee de stad in. Inhalen op het linkerspoor was toegestaan, De andere twee sporen gingen de stad uit, waarbij het buitenste spoor een "voorbijrijdspoor" was. Die trams hadden een halte voor de toenmalige V&D. De trams komende van de Amstel (stad in)  hadden een halte aan de zijkant van de brug. 
In 1985 verdween het halte eiland en de tramsporen langs de Amstel. Daar voor in de plaats kwam een halte in beide richtingen voor de toenmalige V&D, Die halte was niet voor de lijnen 4, 9 en 14. die bleven op het voorsorteerspoor. Deze lijnen (stad uit)  kregen een halte in de Reguliersbreestraat. De halte (stad in) voor zes lijnen was krap bemeten en bestond slechts uit een smalle vluchtheuvel zonder hekwerk waar het verkeer langs raasde. Daarom verdween het voorsorteerspoor in 1994, waarna ruimte ontstond voor een brede halte in beide richtingen (stad uit) voor de lijnen 4, 9 en 14. De halte in de Reguliersbreestraat werd opgeheven.
Diep onder de brug ligt de tunnel van de Noord-Zuidlijn. Tram 4 en 14 en enkele nachtbuslijnen  rijden over de brug maar hebben er geen halte meer..

## Filmpje over de Muntsluis
|  |

## Fotogalerij

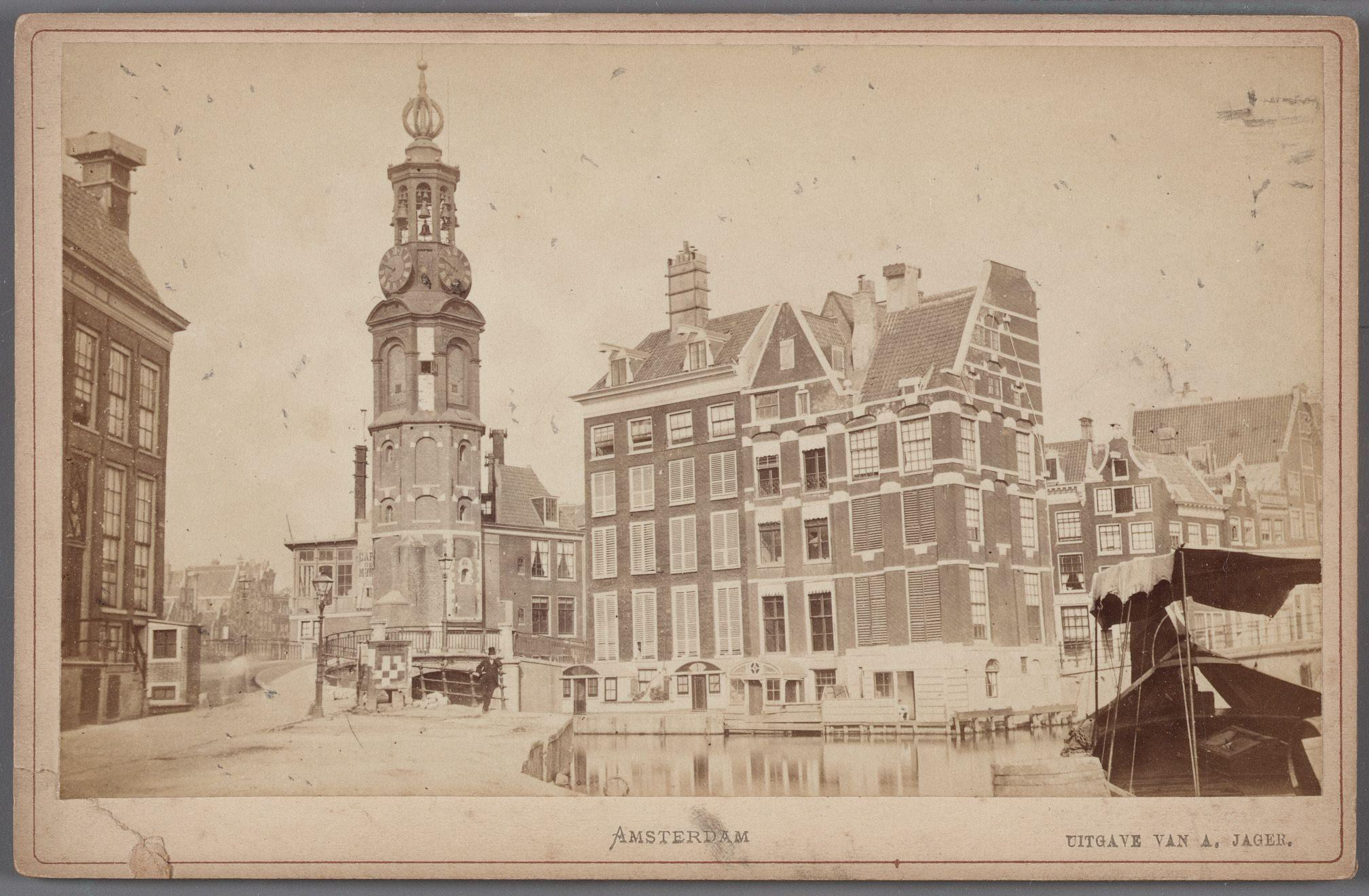
Brug 1 rond 1870 met de Engelse Huizen met rechts de Doelensluis
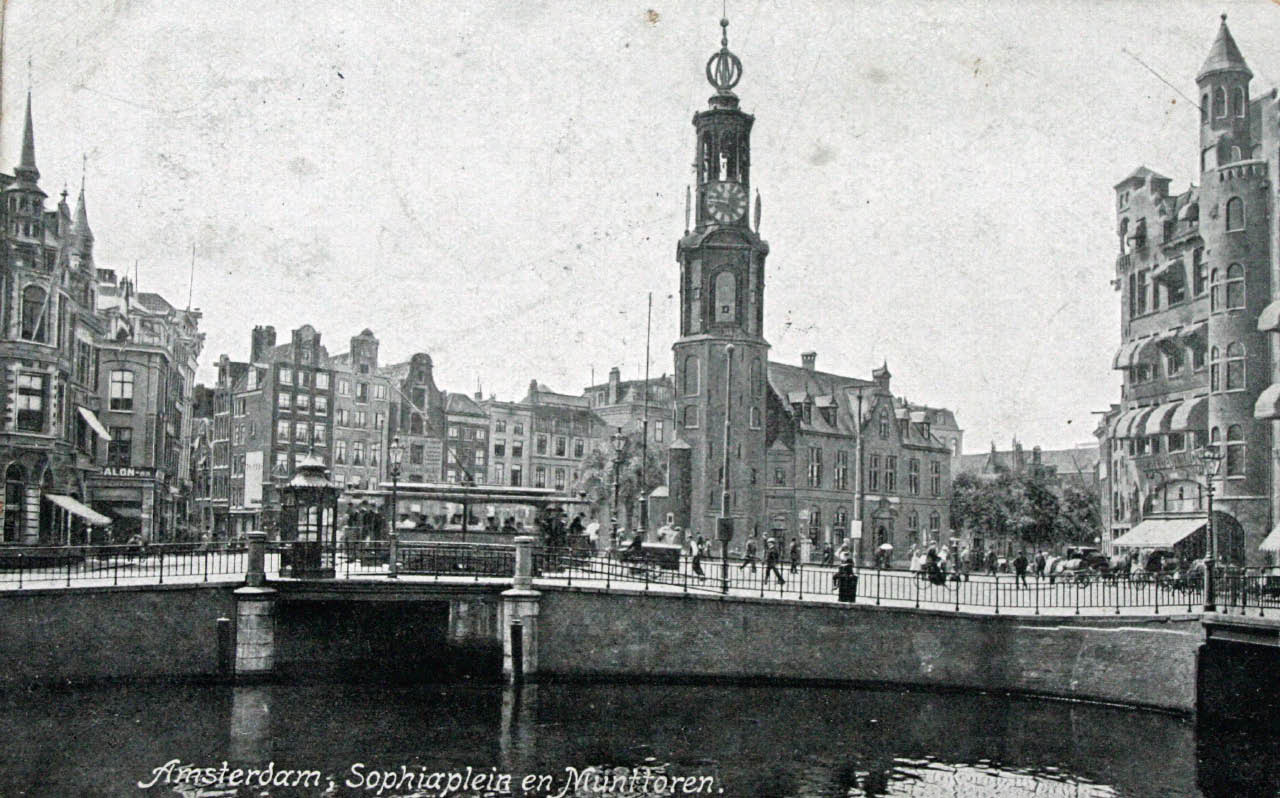
Brug 1 rond 1900
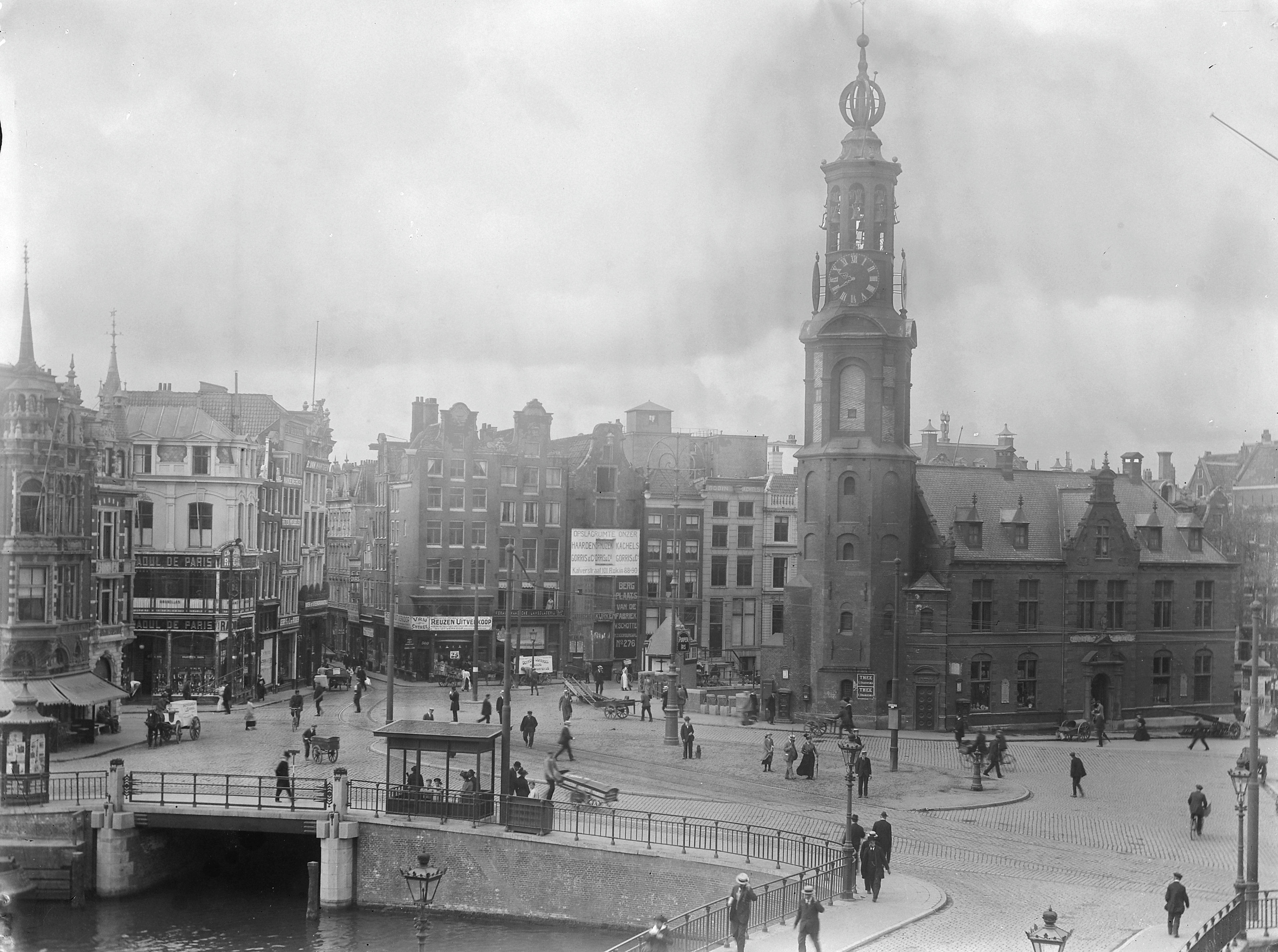
Brug 1 tussen 1915 en 1936
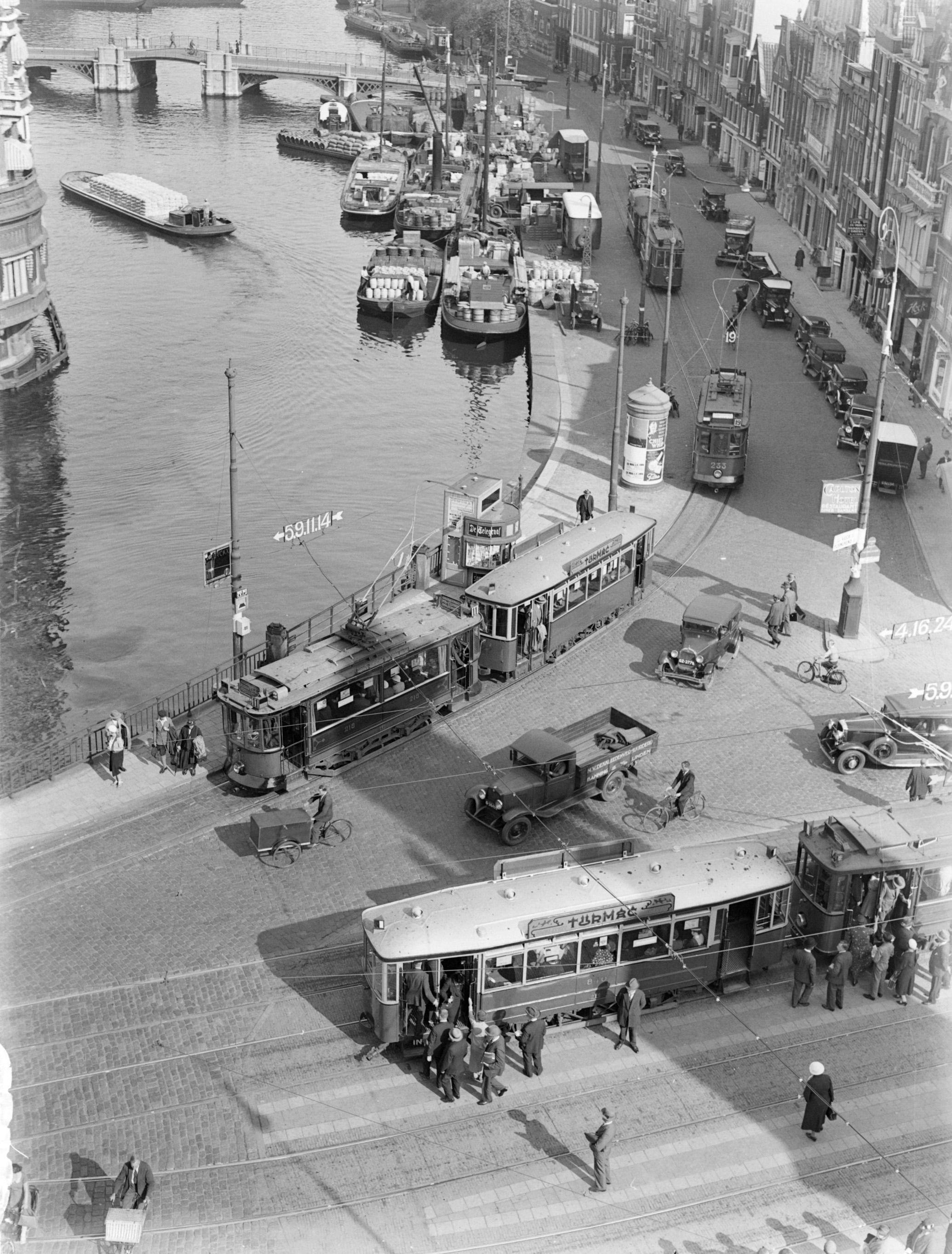
Brug 1 in 1933
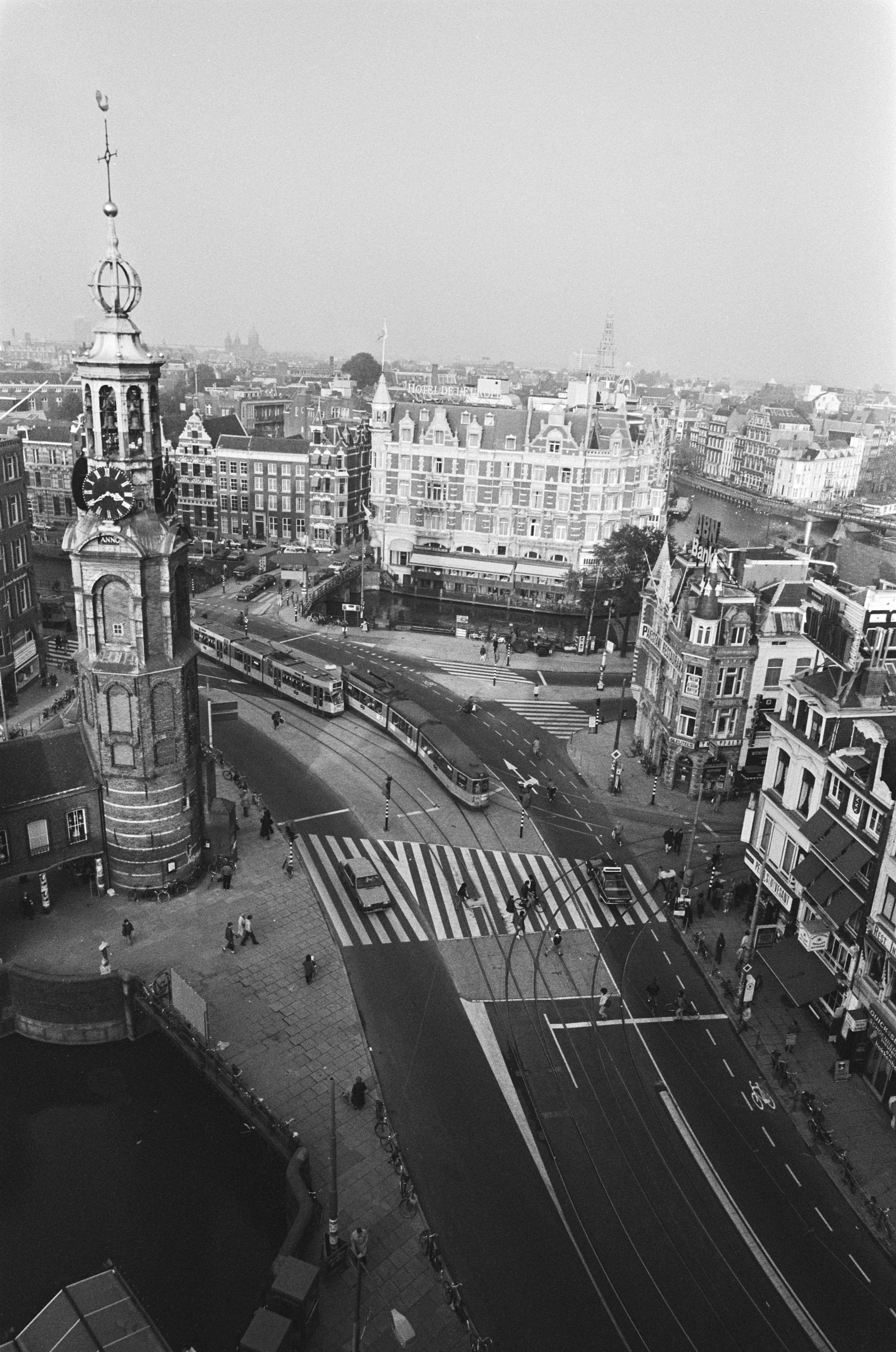
Brug 1 in 1985
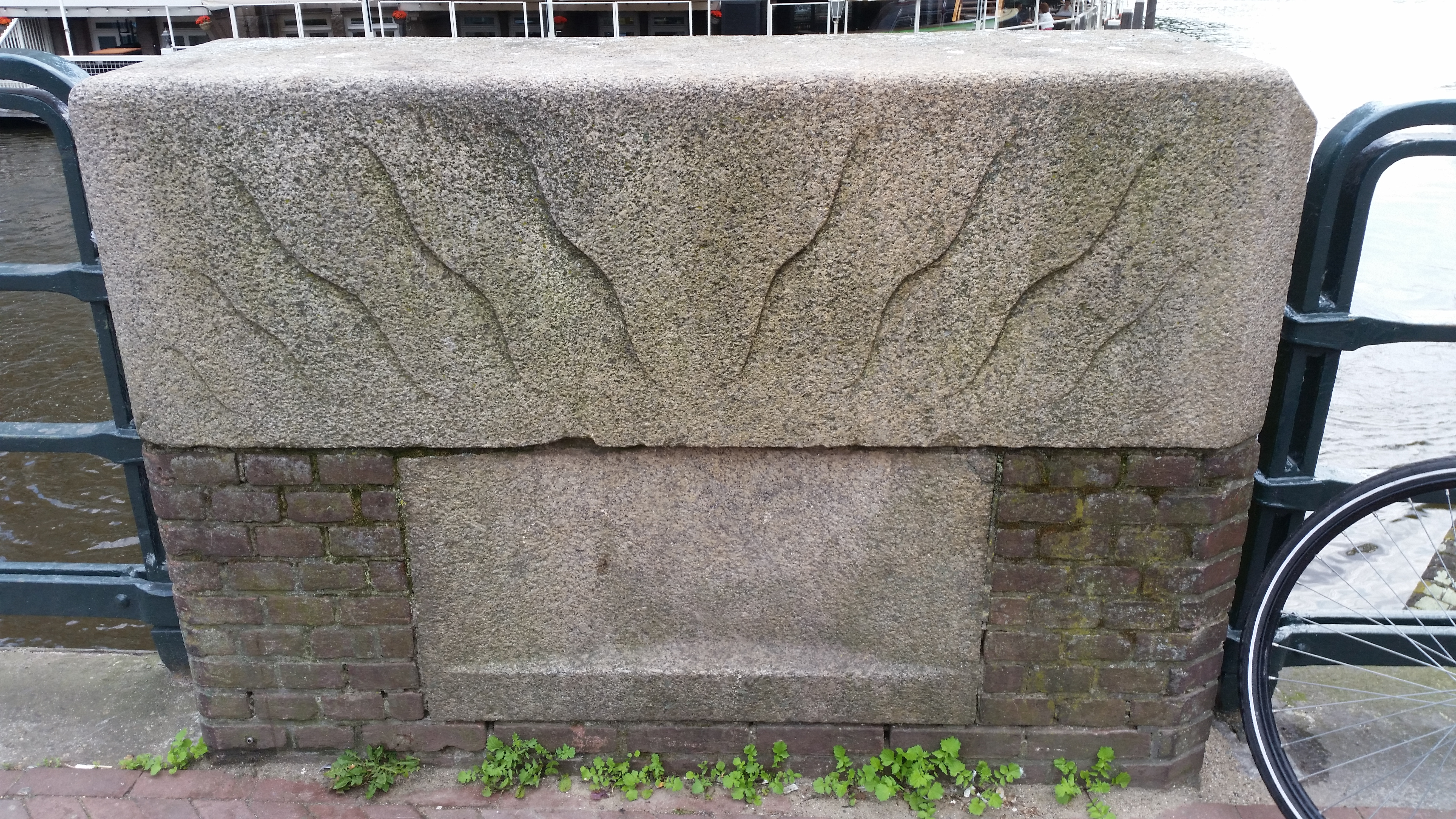
Bewerkt natuursteen (mei 2018)

1 · 2 · 3 · 4 · 5 · 6 · 7 · 8 · 9 · 10 · 11 · 12 · 13 · 14 · 15 · 16 · 17 · 18 · 19 · 20 · 21 · 22 · 23 · 24 · 25 · 26 · 27 · 28 · 29 · 30 · 31 · 32 · 34 · 35 · 36 · 37 · 38 · 39 · 40 · 41 · 42 · 43 · 44 · 45 · 46 · 47 · 48 · 49 · 50 · 51 · 52 · 53 · 54 · 55 · 56 · 57 · 58 · 59 · 60 · 61 · 62 · 63 · 64 · 65 · 66 · 67 · 68 · 69 · 70 · 71 · 72 · 73 · 74 · 75 · 76 · 77 · 78 · 79 · 80 · 81 · 82 · 84 · 85 · 86 · 87 · 88 · 89 · 90 · 91 · 92 · 93 · 94 · 95 · 96 · 97 · 98 · 99 · >>>
Brugnummers 33 en 83 zijn niet (meer) vergeven